# El Mercurio de Valparaíso
El Mercurio de Valparaíso je najstarija tiskovina u Čileu ali i na svijetu koja izlazi na kastiljskom (španjolskom) jeziku pod istim imenom. Usporedbe radi, El Peruano je nekoliko puta tijekom svoje povijesti promijenio ime. El Mercurio de Valparaiso je osnovan rujna 1827. godine. Sjedište mu je u Valparaisu.
Dnevni je list. Tiraže je 13 000 (od ponedjeljka do petka)
16 000 (subota)
37 000 (nedjelja)
List je konzervativni desničarski.

## Vanjske poveznice
- El Mercurio de Valparaíso - internetske stranice